# Carnival of Light
Pour les articles homonymes, voir Carnival of Light (homonymie).
Chansons originales inédites des Beatles
Catswalk The Palace of the King of the Birds
Carnival of Light est un morceau expérimental et jamais publié du groupe britannique The Beatles, enregistré aux studios EMI de Londres. Cet enregistrement avant-gardiste fut créé pour la représentation The Million Volt Light and Sound Rave présenté à deux reprises à Londres en janvier et février 1967.

## Historique
Paul McCartney s'est intéressé à la musique concrète au milieu des années soixante et s'est amusé à produire chez lui des enregistrements expérimentaux. Encouragé par John Lennon, il a même pensé à les publier sur un album qui aurait été intitulé Paul McCartney Goes Too Far (« Paul McCartney va trop loin »).
En décembre 1966, l'artiste David Vaughan (en), du groupe de designers BEV (Binder, Edwards & Vaughn), à qui McCartney a demandé de peindre des motifs psychédéliques sur son piano droit de marque Knight (en), livre son œuvre au domicile du musicien sur Cavendish Avenue. L'artiste lui demande s'il voudrait contribuer un morceau pour un « happening » qui se prépare pour le mois suivant au Roundhouse de Camden à Londres. À sa grande surprise, le beatle accepte. L'enregistrement se fait le 5 janvier 1967 lors des séances d'enregistrement du disque Sgt. Pepper's Lonely Hearts Club Band, après des prises vocales pour la chanson Penny Lane. Il est présenté aux spectateurs lors des deux présentations du  Million Volt Light and Sound Rave, les 28 janvier et 4 février 1967, pour être archivé par la suite,,. David Vaughan lui-même affirme avoir été déçu du résultat, s'attendant à quelque chose de plus de la part du Beatle. Sur l'affiche promotionnelle du spectacle, le morceau n'est crédité qu'à Paul McCartney.
Détenteur de la bande d'origine de ce titre inédit, Paul McCartney, dans une interview diffusée sur la BBC le 20 novembre 2008, révèle qu'il aimerait publier ce titre. Il explique : « L'heure est venue pour cette pièce. Je voulais déjà l'inclure dans les compilations Anthology au milieu des années 1990, mais les autres membres du groupe avaient mis leur veto. Je pense que c'est une bonne chose de la publier car cela montrera que nous travaillions vraiment dans l'avant-garde ». Bien qu'il soit enregistré lors des séances d'enregistrement de l'album « Sgt. Pepper's », Apple prend la décision de ne pas inclure ce titre dans la réédition marquant le 50e anniversaire du disque.

## Analyse
Dans son livre The Beatles Recording Sessions: The Official Abbey Road Studio Session Notes, 1962 – 1970, Mark Lewisohn explique que la piste 1 du ruban 4-pistes comprend des percussions distordues et des sons d'orgue. On entend sur la piste 2 de la guitare avec distorsion. La troisième piste possède des sons d'orgue d'église et des effets sonores. Finalement, sur la dernière piste, se trouvent d'autres effets sonores et les voix de Lennon et McCartney hurlant des phrases telles que « Barcelona! » et « Are you all right? ». Une fin abrupte suit lorsque ce dernier demande en criant de réentendre le tout (« Can we hear it back now? »)
D'après le biographe Mark Lewisohn, le fait que la pièce n'a pas été entendue depuis 1967 la rend intrigante mais contrairement à Revolution 9, qui est un collage cohérent, Carnival of Light n'est, d'après lui, qu'un montage de sons aléatoires sans intérêt particulier. L'auteur Bruce Spizer (en) affirme même, avec humour, que ce montage est à Revolution 9 ce que ce dernier est à Yesterday!